# Let’s Spend the Night Together
«Let’s Spend the Night Together» — песня, написанная дуэтом Мика Джаггера и Кита Ричардса и оригинально выпущенная группой The Rolling Stones на двойной стороне «А» сингла «Ruby Tuesday» в январе 1967 года. Песня также появляется в качестве первого трека в американской версии альбома Between the Buttons. Она была перепета многими артистами, включая Дэвида Боуи в 1973 году.

## Запись
Песня была записана в декабре 1966 года на студии лейбла RCA Records в Голливуде, Калифорния, где группа записала большинство своих хитов 1965-66 годов. Звукоинженер Глин Джонс рассказал, что во время сведения песни, Олдман старался достичь определённого звука, щёлкая пальцами. Двое полицейских заметили, что входная дверь открыта и решили зайти и проверить всё ли в порядке. Сперва Олдман попросил их поддержать его наушники, в то время как он щёлкал пальцами, но после Джонс сказал, что ему нужен более деревянный звук. Полицейский предложил воспользоваться его дубинками, на что Мик Джаггер взял его дубинки в студию и записал с ними звук, похожий на клаве, который можно услышать во время тихого перерыва на 1 минуте 40 секунде песни.

## Оригинальное издание
Выпущенная в Великобритании синглом 13 января 1967 года, песня добралась до 3-й позиции в хит-параде UK Singles Chart в качестве двойной стороны «А» вместе с «Ruby Tuesday». В США сингл был выпущен в январе и стал открывающей песней в американском издании альбома Between the Buttons. Обе песни попали в хит-парад Billboard Hot 100 21 января. Тем не менее 4 марта сингл «Ruby Tuesday» добрался до 1-й позиции, в то время как «Let’s Spend the Night Together» остановился на 55 отметке. Из-за сексуализированной природы текста «Let’s Spend the Night Together» получила меньше эфирного времени. В хит-параде Cash Box, который основывается только на продажах, песня добралась до 28-й позиции. В других странах мира обе стороны сингла попали в хит-парады по-отдельности. В Ирландии, например, «Ruby Tuesday» добралась до 6-й позиции, в то время как «Let’s Spend the Night Together» добрался отдельно до 14-й позиции, так как ирландская национальная радиостанция RTÉ посчитала «Ruby Tuesday» более подходящей для трансляции по радио.
На песне присутствует партия пианино в исполнении участника группы Rolling Stones Джека Ницше, а также партия органа Брайана Джонса, ударные в исполнении Чарли Уоттса, партии пианино, электрогитары, бас-гитары Ричардса, ведущий вокал в исполнении Джаггера и бэк-вокал совместно с Ричардсом. Привычный басист Билл Уаймен не принял участие в записи песни.
На американском телешоу «Шоу Эда Салливана» группе изначально не разрешили исполнить эту песню. Лично Салливан сказал Джаггеру: «Either the song goes or you go». Компромисс был найден заменой строчки «let’s spend some time together» вместо «let’s spend the night together»; Джаггер согласился поменять слова, но нарочито закатил глаза на телевизионную камеру, когда пел их, тому же последовал Билл Уаймен. Когда the Rolling Stones после выступления вернулись на сцену, все они были одеты в нацистскую униформу со свастикой, вследствие чего Салливан сердито потребовал вернуться группу в раздевалку и переодеться в свою привычную форму, после чего группа отказалась играть и покинула студию. После этого инцидента Салливан заявил, что the Rolling Stones больше не появятся на его шоу снова. Тем не менее Стоунз пришли на его шоу снова и исполнили три песни 23 ноября 1969 года. В апреле 2006 года на первом для них концерте в Китае местные власти запретили им исполнить песню из-за её «намекающих текстов».

### Участники записи
- Мик Джаггер — основной вокал, бэк-вокал, дубинки, перкуссия
- Кит Ричардс — электрогитара, бас-гитара, пианино, бэк-вокал
- Брайан Джонс — орган Хаммонда
- Чарли Уоттс — ударные
- Джек Ницше — пианино[12]

### Чарты
| Chart (1967)                    | Лучшая позиция |
| ------------------------------- | -------------- |
| Австрия (Ö3 Austria Top 40)     | 3              |
| Бельгия/Фландрия (Ultratop 50)  | 7              |
| Германия (GfK)                  | 1              |
| Ирландия (IRMA)                 | 14             |
| Норвегия (VG-lista)             | 2              |
| Великобритания (OCC UK Singles) | 3              |
| США (Billboard Hot 100)         | 55             |
| US Cash Box Top 100             | 28             |

### Другие издания
«Let’s Spend the Night Together» была выпущена в американском издании студийного альбома Стоунз' 1967 года Between the Buttons, а также появляется в следующих альбомах-сборниках:
- Flowers (1967)
- Through the Past, Darkly (Big Hits Vol. 2) (1969)
- Hot Rocks 1964–1971 (1971)
- Rolled Gold: The Very Best of the Rolling Stones (1975)
- 30 Greatest Hits (1977)
- Singles Collection: The London Years (1989)
- Forty Licks (2002)
- Singles 1965–1967 (2004)
- GRRR! (2012)
- Honk (2019)

Концертную версию песни можно найти на Still Life (1982).

## Версия Дэвида Боуи
Дэвид Боуи записал глэм-рок кавер-версию на песню «Let’s Spend the Night Together» для своего альбома Aladdin Sane, изданного в апреле 1973 года. Она была также выпущена синглом лейблом RCA Records в США и Европе. И добралась до 19 позиции в хит-параде Dutch Top 40.
На версии Боуи присутствуют пульсирующие эффекты синтезатора. Певец добавил свои собственные слова в финальной части песни:
They said we were too young
Our kind of love was no fun
But our love comes from above
Let's make ... love
Биограф Дэвида Боуи Николас Роуг описал запись как «более быструю и неряшливую» нежели, чем запись Стоунз с их «свежим, футуристическим блеском», в то время как редакторы журнала NME Рок Карр и Чарльз Шаар Мюррей посчитали, что Боуи совершил «беспрецедентный подвиг победить Стоунз на их собственной песни», отметив «полиморфную изощрённость» трека и «бешеный, кокаиновый драйв» песни. Тем не менее журнал Rolling Stone в своей рецензии определил версию Боуи как «манерную, наглую, хрупкую и неудовлетворительную», предположив, что «один из самых якобы гетеросексуальных вызовов в роке, был превращён в гимн би-движения».

### Список композиций
1. «Let’s Spend the Night Together» (Мик Джаггер, Кит Ричардс) — 3:03
2. «Lady Grinning Soul» (Дэвид Боуи) — 3:46

Итальянское издание песни также содержит песню «Watch That Man» на стороне «Б».

### Участники записи
- Дэвид Боуи — гитара, гармоника, вокал
- Мик Ронсон — гитара, вокал
- Тревор Болдер — бас
- Мик «Вуди» Вудманси — ударные
- Майк Гарсон — пианино, синтезаторы
- Дэвид Сэнборн — саксофон

### Концертные версии
- Концертная версия, записанная Боуи во время выступления на Hammersmith Odeon, Лондон 3 июля 1973 года, появляется в его альбоме Ziggy Stardust – The Motion Picture (1983).

### Другие издания
В дополнение к его появлению в альбоме Aladdin Sane, версия Боуи на песню «Let’s Spend the Night Together» была включена в следующие сборники:
- The Best of David Bowie (Japan 1974)
- The Best of 1969/1974 (1997)